# Anaea reducta
Anaea reducta är en fjärilsart som beskrevs av Krüger 1928. Anaea reducta ingår i släktet Anaea och familjen praktfjärilar. Inga underarter finns listade i Catalogue of Life.